# Nesticus unicolor
Nesticus unicolor là một loài nhện trong họ Nesticidae.
Loài này thuộc chi Nesticus. Nesticus unicolor được Eugène Simon miêu tả năm 1895.